# Мермитида

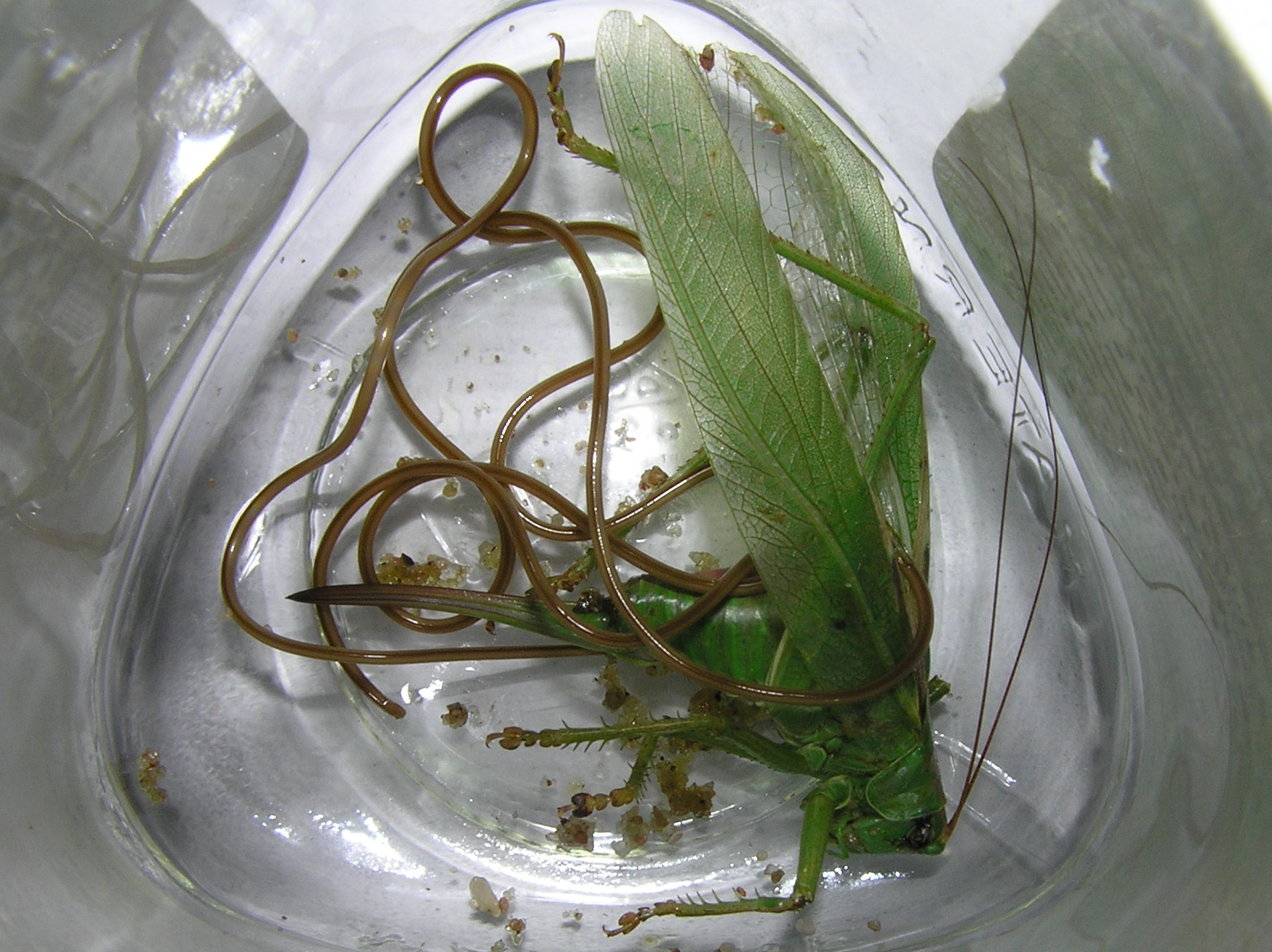
Mermis nigrescens на Tettigonia viridissima

Мермитида (лат. Mermithida) — отряд паразитических нематод из класса Enoplea. Имеют гладкую кутикулу с микропорами и трофосому (железистый орган, образованный из стенок фаринкса). Личинки характеризуются наличием копья — онхостиля. Свободноживущие (почвенные и водные) виды и паразиты различных беспозвоночных, главным образом, насекомых, а также пауков, скорпионов, ракообразных, дождевых червей, пиявок и моллюсков.
Обнаружены в ископаемом состоянии (например, в пауке из Балтийского янтаря, возрастом около 40 млн лет). Имеют значение для биологического контроля вредных видов, так как около 25 видов Mermithidae паразитируют на личинках комаров (Culicidae, Chironomidae, Ceratopogonidae). У муравьёв обнаружены представители 7 родов паразитических мермитид: Agamomermis, Allomermis, Camponotimermis, Comanimermis, Heydenius, Meximermis и Pheromermis.

## Систематика
4 семейства и 2 подотряда. Ранее в состав отряда включали только два семейства (Mermithidae и Tetradonematidae).
- Aulolaimina Hodda, 2007
  - Aulolaimoidea Gerlach & Riemann, 1973
    - Aulolaimidae Gerlach & Riemann, 1973 (3 рода, 14 видов)

  - Isolaimioidea Timm, 1969
    - Isolaimiidae Timm, 1969 (1 род, 11 видов)
- Mermithina Andrassy, 1971
  - Mermithoidea Braun, 1883
    - Mermithidae Braun, 1883 (более 100 родов и около 600 видов)
    - Tetradonematidae Cobb, 1919 (13 родов, 16 видов)